# Pelargopappus magnus
Pelargopappus je izumrli rod grabljivica povezan sa sekretarom koja je živjela u ranom miocenu u Francuskoj. Službeno je priznata samo jedna vrsta, tipska vrsta P. magnus. Druga vrsta, P. schlosseri iz srednjeg i kasnog oligocena, odvojena je u rod Amphisagittarius.
Francuska paleontologinja Cécile Mourer-Chauviré pregledala je kosti dvaju rodova i zaključila da su distalni krajevi tibiotarsi i tarsometatarsi isti te da bi Amphisagittarius trebao biti sinonim za Pelargopappus i podržao smještanje roda u Sagittariidae (umjesto u obitelj roda Ciconiidae). Dodala je da je Aminoptilon također sinonim.